# Andrea Carrea
Andrea Carrea   (Gavi, 14 d'agost de 1924 - Cassano Spinola, 13 de gener de 2013) va ser un ciclista italià que fou professional entre 1949 i 1958.
Durant la Segona Guerra Mundial fou enviat al camp de Buchenwald per les seves conviccions polítiques. Va sobreviure a dues marxes de la mort i tan sols pesava quaranta quilos quan fou alliberat.
Com a ciclista fou un bon rodador i escalador i durant molts anys gregari de Fausto Coppi. Va participar en vuit Giros d'Itàlia, dos Tours de França, cursa en la qual vestí el mallot groc durant una etapa en l'edició de 1952, i una Vuelta.

## Palmarès
- 1948
  - 1r a la Milà-Tortona
- 1950
  - 1r a la Torí-Biella
- 1952
  - 1r a Herve
  - Vencedor d'una etapa del Tour de Romandia

### Resultats al Giro d'Itàlia
- 1949. 23è de la classificació general
- 1950. 69è de la classificació general
- 1951. 31è de la classificació general
- 1952. 34è de la classificació general
- 1953. 22è de la classificació general
- 1954. 26è de la classificació general
- 1955. 33è de la classificació general
- 1956. 23è de la classificació general

### Resultats al Tour de França
- 1951. 38è de la classificació general
- 1952. 9è de la classificació general.  Porta el mallot groc durant 1 etapa

### Resultats a la Volta a Espanya
- 1958. 45è de la classificació general